# ルームメイト2
『ルームメイト2』（英: Single White Female 2: The Psycho）は、2005年のアメリカ合衆国の映画。1992年の『ルームメイト』に続くシリーズ第2弾。
オリジナルビデオとして製作されたため、米国では劇場公開されていない。

## ストーリー
ホリーはニューヨークの広告代理店で働くキャリアウーマン。同僚の女性ジャンとアパートの部屋をシェアしているが、二人は次の昇進を競うライバル同士でもあった。
昇進のかかった仕事として、新規開店するレストランのPRを任されるホリーとジャン。実はレストランのオーナーのデビッドは、ホリーの恋人だったのだ。これで昇進はホリーのものと思われたが、その事実を知ったジャンは策略を用いてデビッドと関係を持ってしまった。
ショックを受けたホリーは新しいアパートを探し、ルームメイトを求めていた看護師のテスの部屋に転居した。地味で優しいテスと親しくなっていくホリー。
浮気を悔いたデビッドは、ホリーをレストランの宣伝担当に指名し、二人の仲も元に戻った。
親しくなるにつれて、髪の色や服装もホリーそっくりに真似ていくテス。テスは、入院患者を苦しみから解放するために、愛ゆえに殺す看護師だったのだ。ホリーからジャンの裏切り行為を聞いたテスはジャンを殺し、デビッドもテスに殺されかけて意識不明で病院に送られた。テスにとって究極の愛情表現は、愛する女性を殺して自分も死ぬことだが、過去に親友を殺しても自分は死にきれず、新しい親友を求めて生きて来たのだ。
ホリーも危うく殺されかけるも、反撃に転じテスを射殺する。テスは死んだが強い影響を受けたホリーは、愛する人を殺すというテスの思いを受け継いでいるようだった。

## キャスト
| 役名                 | 俳優                   | 日本語吹替                                                                                      |
| -------------------- | ---------------------- | ----------------------------------------------------------------------------------------------- |
| ホリー・パーカー     | クリステン・ミラー     | 佐古真弓                                                                                        |
| テス・コスティッシュ | アリソン・ラング       | 落合るみ                                                                                        |
| デヴィッド・クレイ   | トッド・バブコック     | 宮本充                                                                                          |
| ジャン・ランバート   | ブルック・バーンズ     | 林真里花                                                                                        |
| ローシュ             | リフ・ハットン         | 黒田崇矢                                                                                        |
| レナード・リプケン   | フランソワ・ジロデイ   | 小島敏彦                                                                                        |
| レイシー             | トレイシー・マッコール |                                                                                                 |
| ドクター             | カイム                 |                                                                                                 |
| その他               |                        | 筒井巧 山田里奈 小山田詩乃 林摩理子 梅田貴公美 水野光太 小林翠 あさむらまほり 東城光志 本上雅巳 |